# سوئیس گلوبال ایر لاینز
سوئیس گلوبال ایر لاینز (به انگلیسی: Swiss Global Air Lines) یک شرکت هواپیمایی است که در تاریخ ۲۰۰۵ میلادی تأسیس شده‌است. دفتر مرکزی سوئیس گلوبال ایر لاینز در کولتان، سوئیس واقع شده‌است و قطب این شرکت هواپیمایی در فرودگاه زوریخ قرار دارد و به ۳۶ مقصد، پرواز انجام می‌دهد.
این شرکت اکنون یکی از شرکت‌های تابعهٔ لوفت‌هانزا محسوب می‌شود.

## ناوگان هوایی

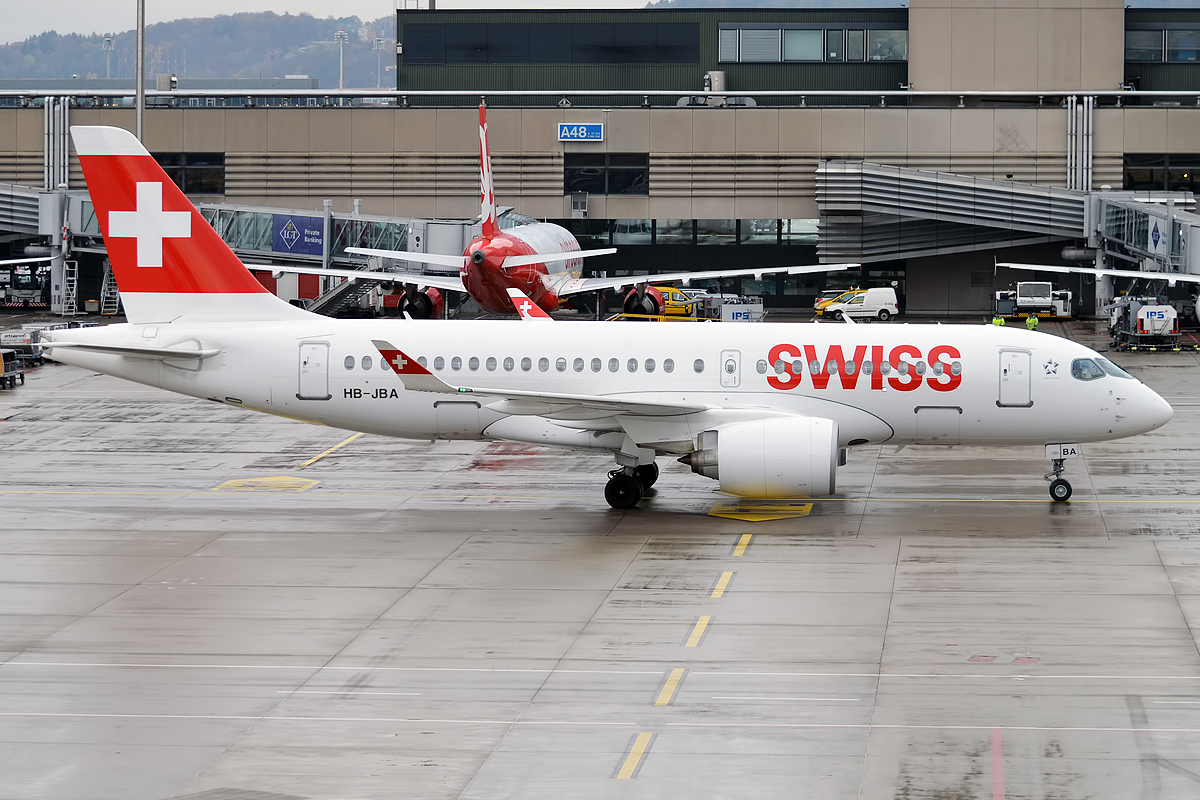
یک فروند بمباردیر سی‌اس۱۰۰ متعلق به سوئیس گلوبال ایر لاینز.

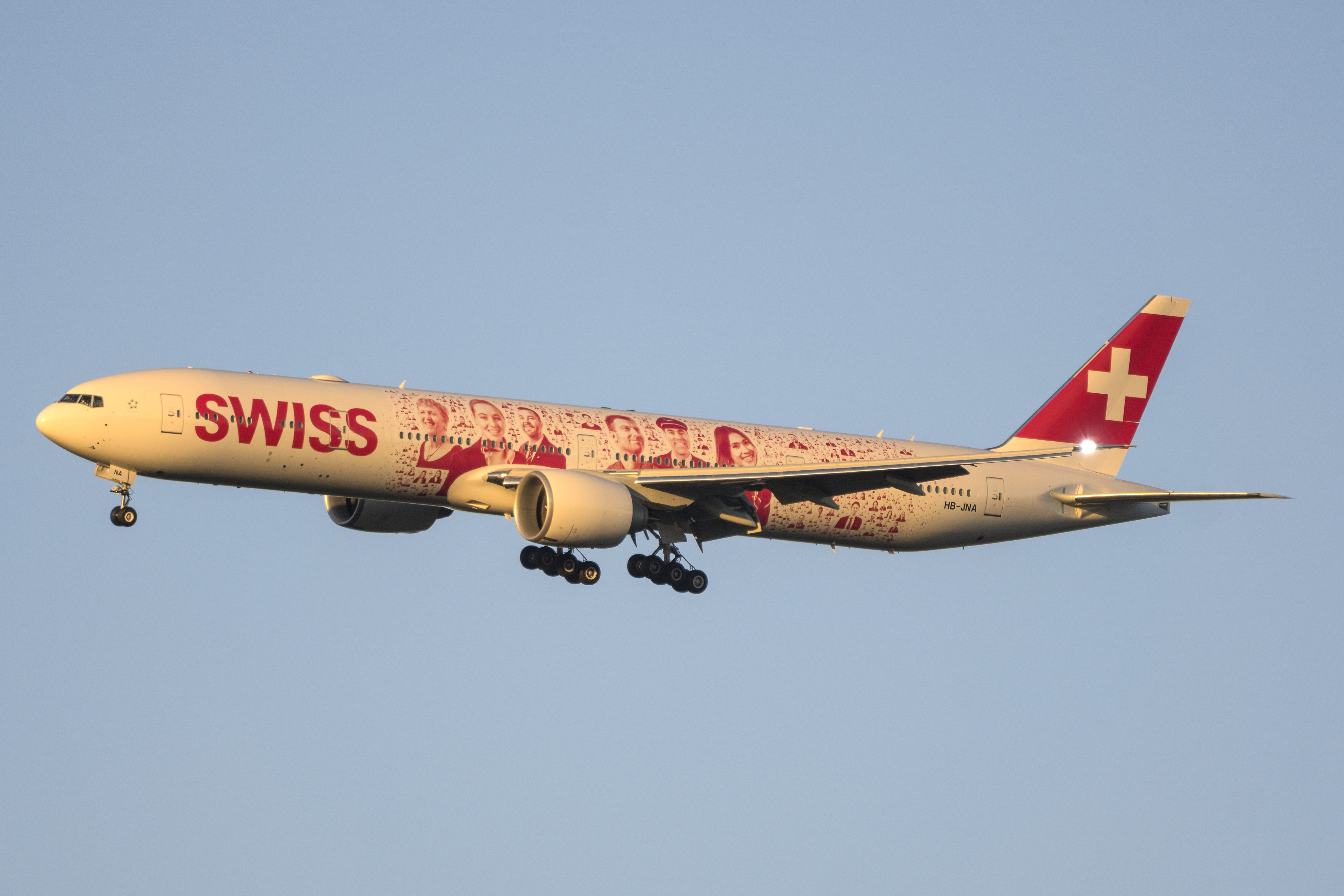
یک فروند بوئینگ ۷۷۷ متعلق به سوئیس گلوبال ایر لاینز که برای سوئیس اینترنشنال ایرلاینز پرواز می‌کند.

در آوریل ۲۰۱۷ ناوگان هوایی سوئیس گلوبال ایر لاینز به شرح زیر است:
| هواپیما          | فعال | سفارش‌ها | تعداد مسافر | تعداد مسافر | تعداد مسافر | تعداد مسافر | توضیحات                                                                      |
| هواپیما          | فعال | سفارش‌ها | F           | J           | Y           | مجموع       | توضیحات                                                                      |
| ---------------- | ---- | ------- | ----------- | ----------- | ----------- | ----------- | ---------------------------------------------------------------------------- |
| بی‌ای‌ئی ۱۴۶       | ۳    | —       | —           | ۳۵          | ۶۲          | ۹۷          | تا ۲۶ اکتبر ۲۰۱۷ از رده خارج می‌شوند تا Bombardier CSeries جایگزین آن‌ها شوند. |
| بوئینگ ۷۷۷       | ۸    | ۲       | ۸           | ۶۲          | ۲۷۰         | ۳۴۰         | برای سوئیس اینترنشنال ایرلاینز پرواز می‌کند                                   |
| بمباردیر سی‌اس۱۰۰ | ۸    | ۲       | —           | ۲۰          | ۱۰۵         | ۱۲۵         |                                                                              |
| بمباردیر سی‌اس۳۰۰ | —    | ۲۰      | —           | ۳۰          | ۱۱۵         | ۱۴۵         | First scheduled for May 2017. Replacing A320's                               |
| مجموع            | ۱۹   | ۲۴      |             |             |             |             |                                                                              |